# Skarvøy fyr
Skarvøy fyr (auch Skarvøy fyrstasjon) ist ein stillgelegter Leuchtturm auf der Insel Skarvøyna, etwa 4,5 Kilometer westlich von Rong in der Kommune Øygarden in der norwegischen Provinz Vestland. Er sicherte die zerklüftete Küstenlinie im Norden von Øygarden zwischen den heute noch bestehenden Leuchttürmen Marstein fyr im Süden und Hellisøy fyr im Norden.
Der Leuchtturm wurde 1910 errichtet. 1954 wurde der Leuchtturm stillgelegt und durch eine Laterne ersetzt. Die Gebäude wurden verkauft und noch im gleichen Jahr abgerissen. Heute sind nur noch der Bootsanleger und die Fundamente des Leuchtturms und Wohngebäudes im Westen der Insel erhalten.